# Vrede van Brest-Litovsk

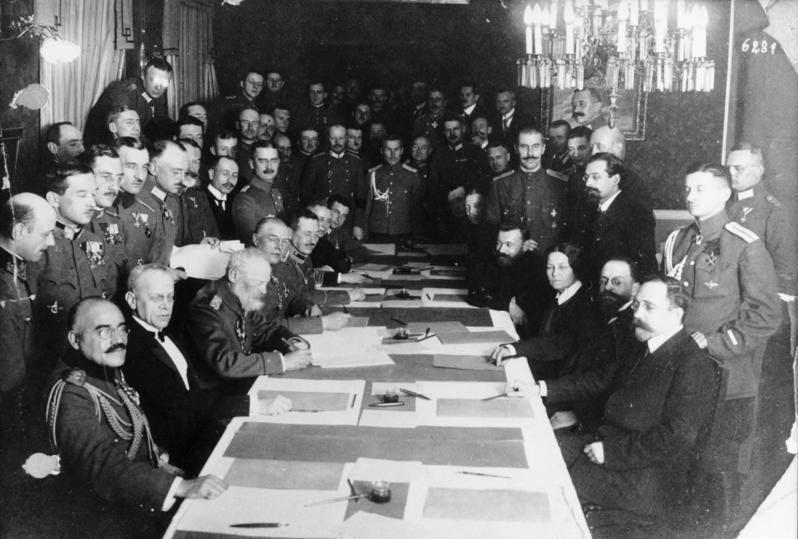
De ondertekening van het verdrag met links de Duitse afgevaardigden onder leiding van de opperbevelhebber van het Oostfront maarschalk Leopold Prins van Beieren. Rechts de afgevaardigden van de pas opgerichte Russische Sovjetrepubliek

Afgesproken grenswijzigingen volgens het verdrag

De Vrede van Brest-Litovsk (Russisch: Бре́стский мир of Брест-Лито́вский (Брестский) мирный догово́р, Duits: Friedensvertrag von Brest-Litowsk) is een vredesverdrag dat op 3 maart 1918 ondertekend werd in het fort van Brest-Litovsk. Tijdens deze overeenkomst sloten de Russische Socialistische Federatieve Sovjetrepubliek (de communistisch-Russische staat na de val van de Voorlopige Regering) aan de ene zijde en het Duitse Rijk, Oostenrijk-Hongarije, Bulgarije en het Ottomaanse Rijk (gezamenlijk aangeduid als de centrale mogendheden) aan de andere zijde vrede na de machtsovername door de bolsjewieken.

## Onderhandelingen over het verdrag
Dit betekende het einde van de deelname aan de Eerste Wereldoorlog voor de bolsjewistische RSFSR. De RSFSR sloot deze vrede tot grote woede van zijn, nu voormalige, westerse bondgenoten. Leon Trotski, die namens de RSFSR mee onderhandelde, kreeg van Vladimir Lenin de opdracht over de hele lijn toe te geven. Lenin wilde de Eerste Wereldoorlog zo snel mogelijk beëindigen en de socialistische revolutie veiligstellen: volgens (zijn interpretatie van) Marx' leer zou de revolutie zich spoedig uitbreiden naar de geïndustrialiseerde landen, en dan zou het te sluiten verdrag niet meer ter zake doen.

### Achtergronden verdrag
Lenin en Trotski wilden oorspronkelijk de onderhandelingen zo lang mogelijk vertragen zodat de oorspronkelijke wapenstilstand van vier weken langer van toepassing zou blijven en zonder dat men een 'definitief vredesverdrag' hoefde af te sluiten. Rond Kerstmis 1917 echter werden de centralen steeds meer geïrriteerd over de vertragingen. De centralen eisten nu onmiddellijke afscheiding van Polen en de Duitse annexatie van Litouwen. De bolsjewisten waren het aanvankelijk onderling niet eens hoe daarop te reageren. Op de vergaderingen van het bolsjewistische partijbestuur op 8 en 11 januari stonden drie kampen tegenover elkaar: Het kamp rond Nikolaj Boecharin met zijn plan tot een guerrillaoorlog tegen de centralen verkreeg de steun van 32 leden op een totaal van 63. Het kamp van Trotski bestond uit 16 leden met de leuze “noch oorlog, noch vrede”, wat inhield dat de Russische delegatie eenzijdig zou beweren dat de oorlog was beëindigd, maar tegelijkertijd zou weigeren om het vredesverdrag – met de door Duitsland geëiste annexaties – te ondertekenen. Lenin en zijn veertien medestanders wilden dat het verdrag wel zou worden getekend. De fractie van Trotski en de fractie van Lenin werkten nu samen om het plan van Boecharin tegen te houden, doordat de fractie van Lenin het plan van Trotski steunde. Trotski wist hiermee nog drie weken lang de onderhandelingen te rekken.
Op 9 februari stuurde de Duitse keizer een telegram waarin geëist werd dat de volgende dag het vredesverdrag door de communisten ondertekend moest worden, anders zou de oorlog aan het oostfront worden hervat. De volgende dag weigerde Trotski dit te doen. Op 16 februari verklaarden de centralen dat op 18 februari de wapenstilstand zou eindigen. Op 17 februari kwam het centraal comité van de bolsjewistische communisten bijeen, waarbij veel bestuursleden afwezig waren. Lenin stelde voor om het vredesverdrag te ondertekenen, maar dit werd afgewezen met vijf stemmen voor ondertekening en zes stemmen tegen. Op 18 februari begon de Duitse opmars. Bij de vergadering in de ochtend van 18 februari bracht Lenin weer een resolutie in om het verdrag te ondertekenen, maar Lenin kreeg opnieuw geen meerderheid. Bij de stemronde van die middag echter, verkreeg Lenin de meerderheid om het verdrag te ondertekenen met zeven stemmen voor en vijf stemmen tegen doordat Trotski naar de fractie van Lenin was overgestapt. Lenin stuurde een telegram naar Berlijn met de opmerking dat het verdrag werd aanvaard, maar de Duitsers lieten een aantal dagen niks van zich horen en bleven doorgaan met het offensief. Op 23 februari stuurden de Duitsers een telegram en gaven aan dat ze strengere eisen stelden. Tussen 18 en 23 februari was het front ongeveer 250 kilometer opgeschoven door het Duitse offensief. De Duitsers eisten dat zij de gebieden die ze inmiddels hadden veroverd zouden behouden, en dat Oekraïne en de Baltische Staten onder Duitse invloed zouden komen. Lenin wilde deze eisen inwilligen, maar stuitte op verzet uit het communistische centraal comité. Lenin dreigde om af te treden als het vredesverdrag niet zou worden ondertekend. In reactie hierop onthielden Trotski en enkele andere bestuursleden zich van stemming, zodat Lenin een meerderheid verkreeg voor ondertekening van het vredesverdrag. Op 3 maart werd het verdrag ondertekend.

## Gevolgen
Volgens de uiteindelijke bepalingen van het verdrag stond de Sovjetrepubliek grote stukken land en kapitaal af aan Duitsland. Duitsland werd voortaan beschermd door een keten van satellietstaten in het oosten. Deze staten, de Baltische staten, Finland, Polen en Oekraïne (wat de belangrijkste was), waren economisch van Duitsland afhankelijk en met Rusland verplicht tot leveranties van grondstoffen aan Duitsland. Met dit verdrag verloor Rusland 34% van zijn bevolking (55 miljoen mensen), 32% van zijn landbouwgrond, 54% van de industrieondernemingen en 89% van de kolenmijnen. Rusland was ook verplicht zijn leger te demobiliseren, iets wat feitelijk al was gebeurd, en mocht verder geen politieke en revolutionaire propaganda meer maken.
Voor Duitsland betekende dit verdrag het einde van de tweefrontenoorlog. Manschappen kwamen vrij, zodat Duitsland in de zomer van 1918 de Kaiserschlacht kon inzetten tegen de westelijke geallieerden. Voor de Russische communisten was dit een bittere pil. Lenin en Trotski betoogden echter dat anders "de revolutie ten onder zou gaan in een vloed van Duitse legers"; zou de revolutie in Rusland eenmaal veiliggesteld zijn, dan zou die zich "onherroepelijk" uitbreiden over de rest van Europa.
De geallieerden bleven dit de communisten kwalijk nemen en zagen bovendien deze "ideologie van de wereldrevolutie" als uiterst gevaarlijk. In de daaropvolgende jaren zouden zij trachten de communisten ten val te brengen door de witten in de Russische Burgeroorlog te steunen.
Het Verdrag van Versailles (1919) onderkende de machtspositie die Duitsland op deze manier kreeg en verklaarde het Verdrag van Brest-Litovsk nietig. Hierdoor werden de strategische en economische voordelen die Duitsland met het verdrag had verkregen teruggedraaid. De meeste door het verdrag in het leven geroepen nieuwe staten bleven, na de nodige grensconflicten, evenwel verder bestaan.